# بوبكر باري (لاعب كرة قدم)
بوبكر باري (بالألمانية: Boubacar Barry)‏ (15 أبريل 1996 في غينيا - ) هو لاعب كرة قدم ألماني في مركز الوسط. لعب مع نادي كارلسروه.

## وصلات خارجية
- بوبكر باري على موقع قاعدة بيانات كرة القدم.إي يو (الإنجليزية)
- بوبكر باري على موقع بيانات كرة القدم. دي إي (الألمانية)
- بوبكر باري على موقع Soccerway.com (الإنجليزية)
- بوبكر باري على موقع عالم كرة القدم.نت (الإنجليزية)